# A-004
A-004 byl šestý a poslední test únikového systému kosmické lodi Apollo. Test proběhl 20. ledna 1966 v 15:17 UTC na základně White Sands Missile Range v Novém Mexiku. Pro vynesení kosmické lodi Apollo byla opět použita raketa Little Joe II, pro kterou to byl poslední let a již nikdy nebyla použita. Servisní a velitelský modul Apollo již nebyly makety ale první produkční kusy série Block I. Raketa byla pro tento test vybavena čtyřmi motory na tuhá paliva Algol a pěti motory Recruit.

## Úkoly testu

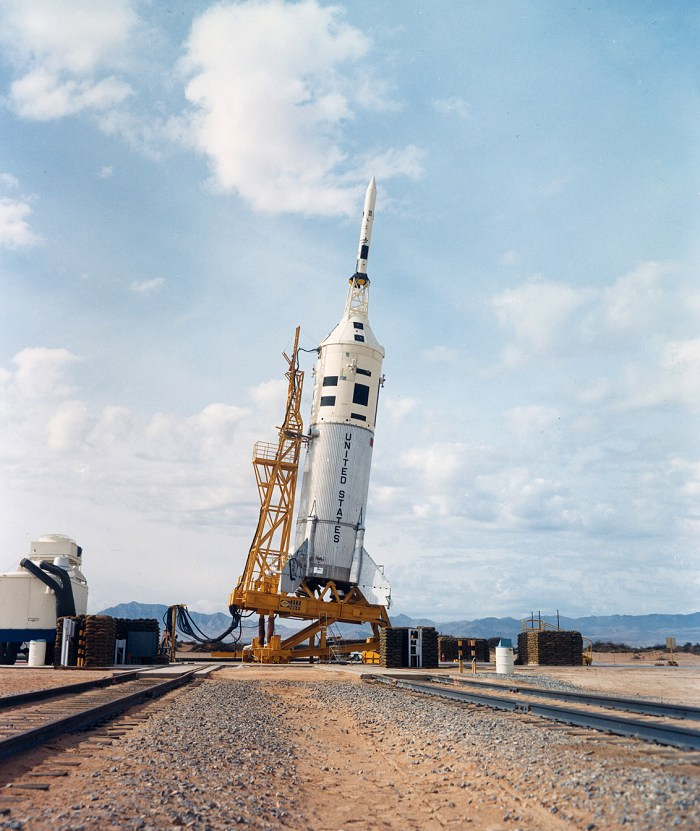
Raketa Little Joe II při testu A-004

Hlavním úkolem bylo ověřit schopnost únikového systému stabilizovat a správně orientovat velitelský modul při rychlém převalování (rotace ve všech osách). Druhým úkolem bylo ověřit tuhost konstrukce velitelského modulu, jenž byl zatížen na hranici konstrukčních možností. Raketa Little Joe II byla vybaven stejnou naváděcí soustavou jako při testu A-003, reaktivní ovládací systém byl však odpojen. Na radiový pokyn byla schopna rychle zvýšit svůj náklon a iniciovat tak převalování modulu.

## Průběh letu
Start byl několikrát odložen pro technické obtíže a nevhodné počasí. Raketa nakonec odstartovala 20. ledna v 15:17 UTC. Let probíhal hladce a po dosažení požadované výšky a rychlosti byl vydán pokyn k provedení podélného náklonu. Únikový systém se automaticky aktivoval o 2,9 sekund později. Téměř okamžitě po oddělení, se velitelský modul začal převalovat, vrcholné hodnoty dosahovaly úhlové rychlosti až 70°/s kolem podélné osy a až 160°/s kolem zbylých dvou. Aerodynamické plochy (Canards) pracovaly správně a po čtyřech převalení se jim podařilo stabilizovat a zorientovat modul zadním tepelným štítem vpřed, přesně jak bylo plánováno. Modul dosáhl maximální výšky 28,3 kilometru a dopadl 34,6 kilometrů od startovací rampy. Všechny systémy pracovaly správně a test byl kompletně úspěšný.